# Máy in ma trận dòng

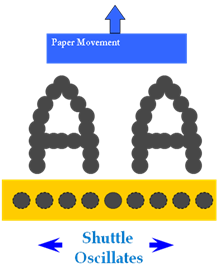
Cơ chế in ma trận dòng

Máy in ma trận dòng là máy in kỹ thuật số thực hiện in đồng thời mỗi dòng ảnh của văn bản. Nó là sự thỏa hiệp giữa máy in dòng và máy in ma trận chấm, tạo một dòng văn bản bằng cách in các dòng dấu chấm, hay máy in dòng chấm.
Máy in dòng chấm nguyên thủy được gọi là Line Dot Matrix, để phân biệt với máy in kim phổ biến là "Serial Dot Matrix" sử dụng cột các kim in để in quét từng dòng văn bản, trong đó mỗi kim đảm nhận một dòng ảnh.
Trong máy in dòng các vành chứa ký tự khắc sẵn, lắp phủ trùm khoảng in của dòng văn bản. Số vành ký tự xác định số ký tự in được trên mỗi dòng in. Khi in thì xoay cho ký tự cần in gõ vào vị trí in, tạo ra chữ.
Trong máy in dòng chấm các vành chứa ký tự được thay thế bằng hàng kim phủ trùm toàn bộ khoảng in của dòng văn bản. Mỗi kim có cơ cấu nam châm điều khiển, đập lên vật liệu nền in tạo ra chấm của ảnh trang in. Hình ảnh trang in được mã hóa trước và được gửi từng dòng đến máy in. Điều này làm cho máy in dòng chấm mềm dẻo hơn, in được hình ảnh và các font chữ và cỡ chữ khác nhau.

## Ứng dụng
Máy in ma trận dòng được sử dụng cho các ứng dụng in tốc độ cao trong các ngành công nghiệp như sản xuất, ngân hàng, chuỗi cung ứng và môi trường văn phòng hỗ trợ. Trong các ngành công nghiệp in số lượng lớn này, máy in ma trận dòng được sử dụng để sản xuất hóa đơn, báo cáo ngân hàng, giao hàng sản phẩm và chứng từ vận chuyển cũng như nhãn tuân thủ sản phẩm.
Máy in ma trận dòng có thể in văn bản, mã vạch và đồ họa. Máy in ma trận dòng ban đầu được phổ biến bởi cơn sốt máy tính mini và tiếp tục phát triển như một máy in mã vạch. Ngày nay, chúng được bán ở hầu hết mọi nơi trên thế giới và trong khi chúng in nhanh như máy in dòng, chúng cũng có thể in mã vạch và đồ họa khác. Khi được triển khai như máy in gõ, chúng có thể ít tốn kém nhất để hoạt động trên mỗi trang.